# Maxime Cressy
Maxime Cressy (ur. 8 maja 1997 w Paryżu) – francusko–amerykański tenisista.

## Kariera tenisowa
W karierze wygrał jeden turniej singlowy cyklu ATP Tour z czterech osiągniętych finałów oraz jeden turniej deblowy z dwóch rozegranych finałów. Ponadto wygrał trzy singlowe oraz dwa deblowe turnieje rangi ATP Challenger Tour oraz zwyciężył w dwóch singlowych i jedenastu deblowych turniejach rangi ITF.
W 2019 roku podczas US Open zadebiutował w turnieju głównym Wielkiego Szlema. W turnieju gry podwójnej, startując wraz z Keeganem Smithem odpadł w pierwszej rundzie. Wziął również udział w turnieju gry mieszanej. Startując wówczas w parze z Coco Vandeweghe odpadł w pierwszej rundzie.
W 2020 roku podczas US Open wygrał pierwszy mecz w swojej karierze w turnieju wielkoszlemowym. Po zwycięstwie nad Jozefem Kovalíkiem, odpadł w drugiej rundzie turnieju ze Stefanosem Tsitsipasem.
W 2021 roku po wygraniu trzech meczów zakwalifikował się do turnieju głównego Australian Open. Wówczas w pierwszej rundzie wygrał z Taro Danielem, natomiast w drugiej przegrał z Alexandrem Zverevem.
W 2022 roku zanotował pierwszy finał zawodów ATP Tour w grze pojedynczej – w meczu mistrzowskim w Melbourne przegrał 6:7(6), 3:6 z Rafaelem Nadalem. W czerwcu zagrał w spotkaniu o tytuł w Eastbourne, ale przegrał w nim z Taylorem Fritzem. W lipcu osiągnął pierwszy turniejowy triumf, wygrywając zawody w Newport. W finale pokonał Aleksandra Bublika 2:6, 6:3, 7:6(3).
W 2023 roku awansował do finału zawodów w Montpellier zarówno w singlu, jak i w deblu. Podczas rozgrywek gry podwójnej w Dubaju odniósł pierwsze turniejowe zwycięstwo w tej konkurencji.
Najwyżej sklasyfikowany w rankingu gry pojedynczej był na 31. miejscu (8 sierpnia 2022), a w klasyfikacji gry podwójnej na 64. pozycji (8 maja 2023).

### Finały w turniejach ATP Tour
| Legenda                                      |
| -------------------------------------------- |
| Wielki Szlem                                 |
| Igrzyska olimpijskie                         |
| Tennis Masters Cup / ATP Finals              |
| ATP Masters Series / ATP Tour Masters 1000   |
| ATP International Series Gold / ATP Tour 500 |
| ATP International Series / ATP Tour 250      |

#### Gra pojedyncza (1–3)
| Końcowy wynik | Nr | Data            | Turniej     | Nawierzchnia  | Przeciwnik       | Wynik finału        |
| ------------- | -- | --------------- | ----------- | ------------- | ---------------- | ------------------- |
| Finalista     | 1. | 9 stycznia 2022 | Melbourne   | Twarda        | Rafael Nadal     | 6:7(6), 3:6         |
| Finalista     | 2. | 25 czerwca 2022 | Eastbourne  | Trawiasta     | Taylor Fritz     | 2:6, 7:6(4), 6:7(4) |
| Zwycięzca     | 1. | 17 lipca 2022   | Newport     | Trawiasta     | Aleksandr Bublik | 2:6, 6:3, 7:6(3)    |
| Finalista     | 3. | 12 lutego 2023  | Montpellier | Twarda (hala) | Jannik Sinner    | 6:7(3), 3:6         |

#### Gra podwójna (0–1)
| Końcowy wynik | Nr | Data           | Turniej     | Nawierzchnia  | Partner         | Przeciwnicy                      | Wynik finału      |
| ------------- | -- | -------------- | ----------- | ------------- | --------------- | -------------------------------- | ----------------- |
| Finalista     | 1. | 12 lutego 2023 | Montpellier | Twarda (hala) | Albano Olivetti | Robin Haase Matwé Middelkoop     | 6:7(4), 6:4, 6–10 |
| Zwycięzca     | 1. | 4 marca 2023   | Dubaj       | Twarda        | Fabrice Martin  | Lloyd Glasspool Harri Heliövaara | 7:6(3), 6:4       |

### Zwycięstwa w turniejach ATP Challenger Tour

#### Gra pojedyncza
| Końcowy wynik | Nr | Data           | Turniej       | Nawierzchnia  | Przeciwnik         | Wynik finału        |
| ------------- | -- | -------------- | ------------- | ------------- | ------------------ | ------------------- |
| Zwycięzca     | 1. | 3 lutego 2019  | Cleveland     | Twarda (hala) | Mikael Torpegaard  | 6:7(4), 7:6(6), 6:3 |
| Zwycięzca     | 2. | 23 lutego 2020 | Drummondville | Twarda (hala) | Arthur Rinderknech | 6:7(4), 6:4, 6:4    |
| Zwycięzca     | 3. | 5 grudnia 2021 | Forlì         | Twarda (hala) | Matthias Bachinger | 6:4, 6:2            |

#### Gra podwójna
| Końcowy wynik | Nr | Data                 | Turniej  | Nawierzchnia  | Partner          | Przeciwnicy                       | Wynik finału |
| ------------- | -- | -------------------- | -------- | ------------- | ---------------- | --------------------------------- | ------------ |
| Zwycięzca     | 1. | 13 stycznia 2019     | Columbus | Twarda (hala) | Bernardo Saraiva | Robert Galloway Nathaniel Lammons | 7:5, 7:6(3)  |
| Zwycięzca     | 2. | 27 października 2019 | Hamburg  | Twarda (hala) | James Cerretani  | Ken Skupski John-Patrick Smith    | 6:4, 6:4     |